# Cantó de Sant Amanç-Talenda
El cantó de Sant Amanç-Talenda és un cantó francès del departament del Puèi Domat, situat al districte de Clarmont d'Alvèrnia. Té 9 municipis i el cap és Sant Amanç-Talenda.

## Municipis
- Aydat
- Chanonat
- Cournols
- Olloix
- Sant Amanç-Talenda
- Saint-Sandoux
- Saint-Saturnin
- Saulzet-le-Froid
- Le Vernet-Sainte-Marguerite

## Història
| Data d'elecció                           | Identitat          | Partit           | Qualitat |
| ---------------------------------------- | ------------------ | ---------------- | -------- |
| 1958-1964                                | M. Rives           | radical          |          |
| 1964-1970                                | Roland Viel        | SFIO             |          |
| 1970-1987                                | Jacques Pignol     | Divers droite    |          |
| 1987-2008                                | Jean-Marc Juilhard | UDF, després UMP |          |
| 2008-                                    | Claude Graulière   | Independent      |          |
| les dades anteriors no són pas conegudes |                    |                  |          |
|                                          |                    |                  |          |

## Demografia
| 1962  | 1968  | 1975  | 1982  | 1990  | 1999  | 2007  |
| ----- | ----- | ----- | ----- | ----- | ----- | ----- |
| 4.247 | 4.728 | 4.863 | 5.786 | 6.281 | 7.304 | 8.377 |